# Коломбье-ле-Жён
Коломбье́-ле-Жён (фр. Colombier-le-Jeune, окс. Colombier le Jeune) — коммуна во Франции, находится в регионе Рона — Альпы. Департамент коммуны — Ардеш. Входит в состав кантона Турнон-сюр-Рон. Округ коммуны — Турнон-сюр-Рон.
Код INSEE коммуны — 07068.
Коммуна расположена приблизительно в 470 км к юго-востоку от Парижа, в 85 км южнее Лиона, в 32 км к северу от Прива.

## Население
Население коммуны на 2008 год составляло 552 человека.
| 1962 | 1968 | 1975 | 1982 | 1990 | 1999 | 2008 |
| ---- | ---- | ---- | ---- | ---- | ---- | ---- |
| 464  | 541  | 512  | 503  | 522  | 505  | 552  |

## Экономика
В 2007 году среди 331 человек в трудоспособном возрасте (15—64 лет) 226 были экономически активными, 105 — неактивными (показатель активности — 68,3 %, в 1999 году было 69,6 %). Из 226 активных работали 207 человек (120 мужчин и 87 женщин), безработных было 19 (7 мужчин и 12 женщин). Среди 105 неактивных 26 человек были учениками или студентами, 44 — пенсионерами, 35 были неактивными по другим причинам.

## Фотогалерея

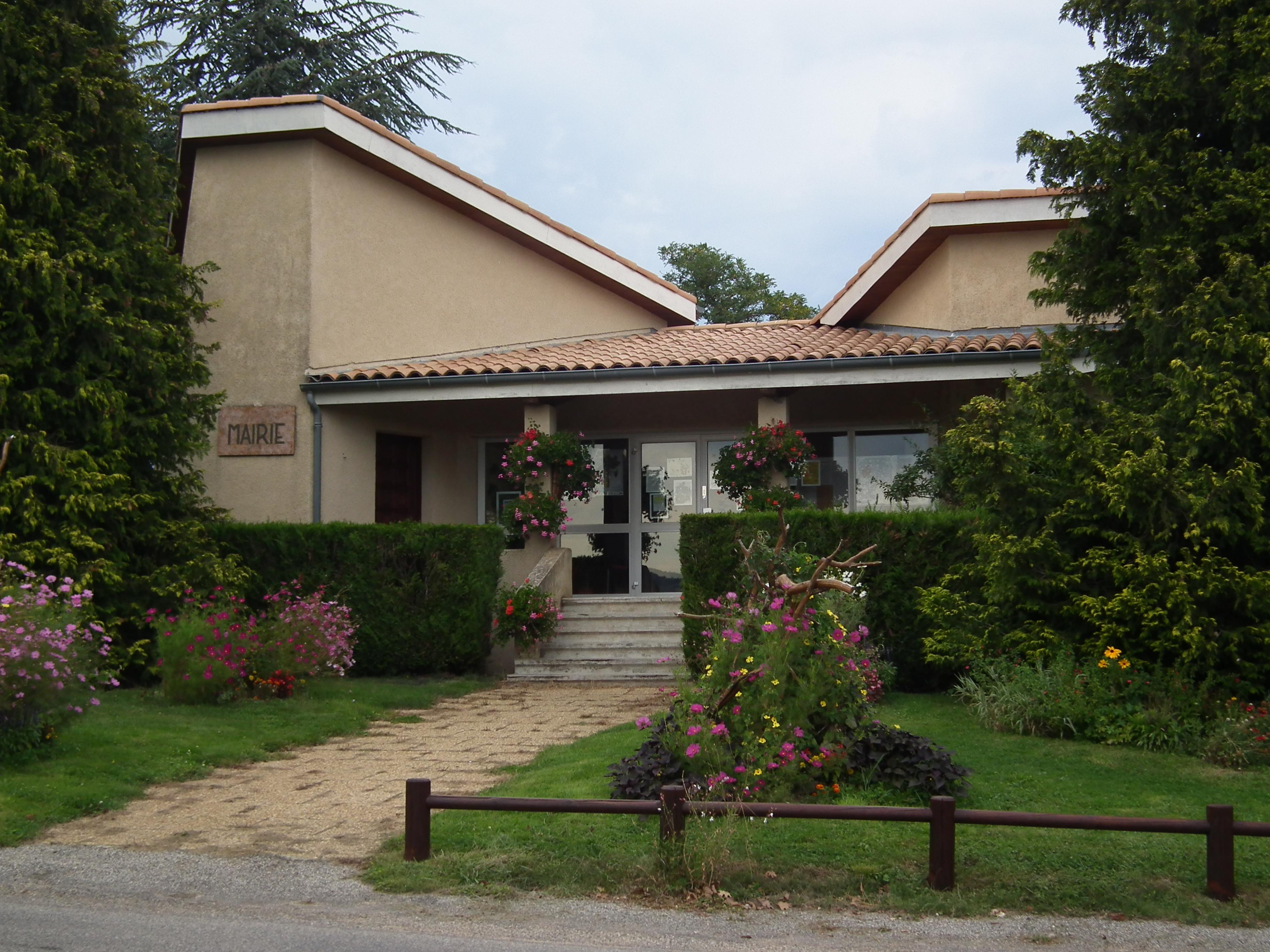
Мэрия
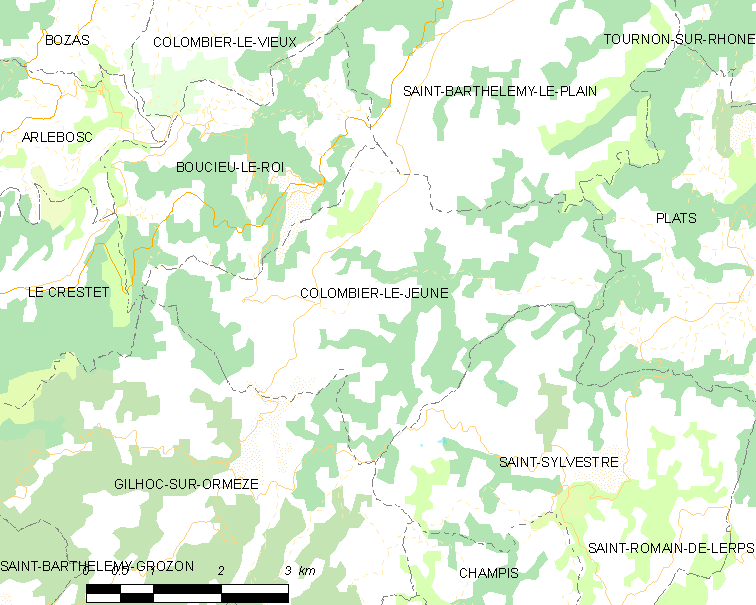
Карта коммуны